# 阿蒂卡 (喬治亞州)
阿蒂卡（英語：Attica）是位於美國喬治亞州傑克遜縣的一個非建制地區。該地的面積和人口皆未知。

## 地理
阿蒂卡的座標為34°01′07″N 83°29′31″W / 34.01861°N 83.49194°W，而該地的平均海拔高度為257米（即843英尺）。